# Saint-Manvieu-Norrey
Saint-Manvieu-Norrey è un comune francese di 1 840 abitanti situato nel dipartimento del Calvados nella regione della Normandia.

## Società

### Evoluzione demografica
Abitanti censiti